# Billé
Billé ist eine französische Gemeinde mit 1.038 Einwohnern (Stand: 1. Januar 2022) im Département Ille-et-Vilaine in der Region Bretagne. Sie gehört zum  Arrondissement Fougères-Vitré und zum Kanton Fougères-1. 

## Lage
Die Gemeinde grenzt im Nordwesten an La Chapelle-Saint-Aubert, im Norden an Romagné im Nordosten an Javené, im Osten an Parcé, im Südosten an Montreuil-des-Landes, im Süden an Combourtillé sowie im Südwesten und Westen an Rives-du-Couesnon. An der südlichen Gemeindegrenze verläuft das Flüsschen Général, das hier noch Rivière de Billé genannt wird.

## Geschichte
Frühere Ortsnamen waren Ecclesia de Billeio (1157), Bileium (1185) und Billeyum (16. Jahrhundert).

## Bevölkerungsentwicklung
| Jahr      | 1962 | 1968 | 1975 | 1982 | 1990 | 1999 | 2008 | 2017 |
| --------- | ---- | ---- | ---- | ---- | ---- | ---- | ---- | ---- |
| Einwohner | 739  | 683  | 564  | 702  | 824  | 832  | 1027 | 1052 |

## Sehenswürdigkeiten
- Kirche Saint-Médard, erbaut im 16./17. Jahrhundert

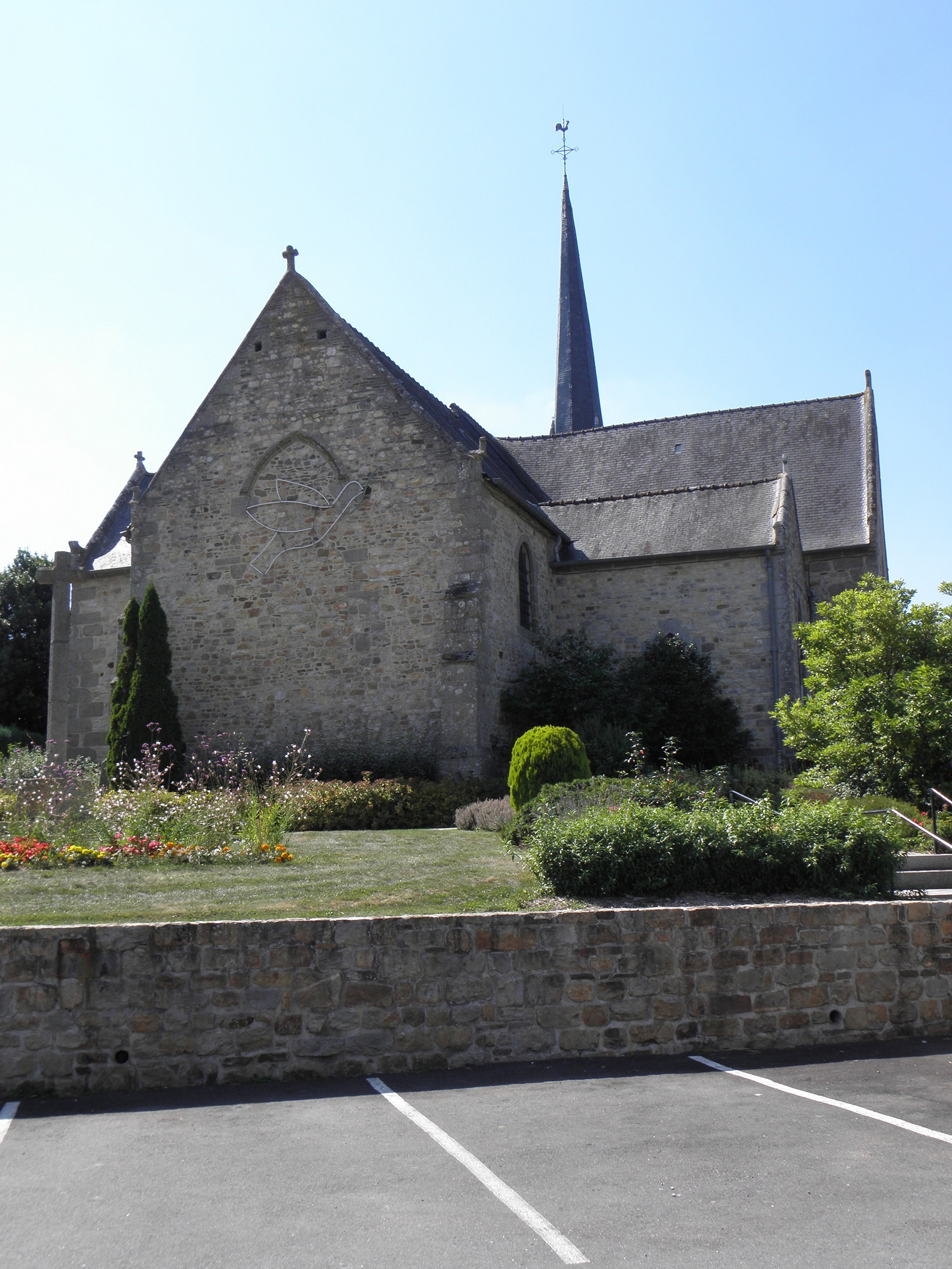
Kirche Saint-Médard

- Kriegerdenkmal